# Segunda División del Ejército Nacional
La Segunda División del  Ejército Nacional de Colombia es una unidad operativa mayor compuesta por dos brigadas, la Fuerza de Tarea Vulcano. Su jurisdicción comprende la Región nororiental de Colombia en los Departamentos de Santander, Norte de Santander, Arauca, tres municipios de Boyacá, un municipio de Antioquia, ocho del Sur de Bolívar y seis del Sur del Cesar. Esto comprende 191 municipios con una extensión total de 94 589 km². Su actual Comandante es el Brigadier General Nayro Javier Martínez Jiménez.

## Historia
A comienzos de la década de 1980 el Ejército, Realiza un estudio para mejorar el desarrollo de los planes de la Fuerza, Después de esto se ordenó la creación y activación de Unidades Operativas Mayores, para facilitar el desarrollo de las operaciones en todo el país.
La División fue creada en 1983 con el fin de desarrollar y facilitar el mando y control operacional en todo el País. Actualmente participa en la lucha contra el Terrorismo, en el Conflicto armado en Colombia.El Comando de la Fuerza, mediante disposiciones No.002 del 1 de enero de 1983, n.º 003 del 4 de febrero de 1983, Ratificado por la resolución No.287 del 14 de febrero de 1983 del Ministerio de Defensa de Colombia crea la Segunda División con sede en la ciudad de Bucaramanga y su mando quedan las Brigadas Primera, Quinta y Décima cuarta, con jurisdicción en los departamentos de Boyacá, Santander, Norte de Santander, Sur de Bolívar y Sur de Cesar.
Una vez creada la división, funcionó en forma provisional en el edificio del Comando del Ejército, en la oficina 330, en Bogotá. y desde el 15 de junio de 1983 fue trasladada a la ciudad de Bucaramanga, su primera sede fue la Carrera 30 n.º 51-11 del Barrio Sotomayor, su primer Comandante el Mayor General Diego Alfonso González Ossa.
La Segunda División tiene como jurisdicción los Departamentos de Santander, Norte de Santander, Arauca, tres municipios de Boyacá, un municipio del oriente de Antioquia, ocho del Sur de Bolívar y seis del Sur del Cesar. Esto comprende 191 municipios con una extensión total de 94 589 km² cuya población es por 4 178 801 habitantes. Posee 24 470 efectivos es decir un soldado por cada 179 habitantes y cubre 3.9 km². En el año 2009, la Segunda División tiene un cambio en su jurisdicción con la creación de la Octava División, dejando de pertenecer a su jurisdicción el departamento de Arauca.
Actualmente sus instalaciones se encuentran dentro del Cantón militar ubicado en la carrera 33 Cll 14 del Barrio San Alonso en Bucaramanga, Santander.

## Unidades
La Segunda División está conformada por tres Unidades Operativas Menores incluidas una Brigada Móvil, cinco Batallones de Infantería, un Grupo de Caballería, dos Batallones de Artillería, un Batallón de Ingenieros, dos Batallones de Apoyo y Servicios para el Combate, dos Batallones del Plan Especial Energético Vial, cinco Batallones de Contraguerrillas, Un Grupo Gaula, Tres Centros de Instrucción y Entrenamiento, una Regional de Inteligencia Militar, Tres Zonas de Reclutamiento y Control de Reservas y otras agregadas para operaciones especiales.

### Primera Brigada
Con sede en Tunja (Boyacá),  cuenta con ocho unidades militares que adelantan operaciones en 114 municipios de Boyacá, cinco de Santander y tres de Cundinamarca.
1. - Batallón de Infantería n.º 1 Gr. Simón Bolívar Sede: Tunja
2. - Batallón de Infantería n.º 2 Mariscal Antonio José de Sucre Sede: Chiquinquirá
3. - Grupo de Caballería Mecanizado n.º 1 Gr. José Miguel Silva Plazas Sede: Bonza (Duitama)
4. - Batallón de Artillería n.º 1 Tarqui Sede: Sogamoso
5. - Batallón de Alta Montaña no. 1 Gr. Santos Gutiérrez Prieto Sede: El Espino
6. - Batallón de A.S.P.C n.º 1 Cacique Tundama Sede: Tunja
7. - Batallón Especial Energético y Vial n.º 6 Prócer José María Carbonell Sede: Miraflores, Boyacá
8. - Batallón de Instrucción, Entrenamiento y Reentrenamiento n.º 1 Sede: Samacá
9. - Grupo Gaula Boyacá Sede: Tunja

### Quinta Brigada
Con Sede en Bucaramanga (Santander), cuenta con los siguientes Batallones:
1. Batallón de Infantería n.º 14 "Capitán Antonio Ricaurte"
2. Batallón de Infantería n.º 40 "Coronel Luciano D´elhuyar"
3. Batallón de Artillería n.º 5 "Capitán José Antonio Galán"
4. Batallón de Ingenieros n.º 5 "Coronel Francisco José de Caldas"
5. Batallón de Apoyo y Servicios Para el Combate No .5 "Mercedes Abrego"
6. Batallón Plan Energético y Vial n.º 7 “Rodrigo Antonio Arango Quintero”
7. Batallón de Artillería de Defensa Aérea No.2 "Nueva Granada"
8. Batallón de Selva n.º 48 “Prócer Manuel Rodríguez Torices”
9. Batallón de Instrucción, Entrenamiento y Reentrenamiento n.º 5 “Andrés María Rosillo”
10. Grupo Gaula Santander

### Trigésima Brigada
Con Sede en la Ciudad de Cúcuta, cuenta con los siguientes Batallones:
1. Batallón de Infantería n.º 13 ´Gr. Custodio García Rovira´
2. Batallón de Infantería no. 15 ´Gr. Francisco de Paula Santander
3. Grupo de Caballería Mecanizado n.º 5 ´Gr. Hermógenes Maza´
4. Batallón Especial Energético y Vial n.º 10 ´Cr. José Concha´
5. Batallón de Instrucción, Entrenamiento y Reentrenamiento n.º 30
6. Batallón de A.S.P.C No, 30 ´Guasimales´
7. Batallón de Artillería n.º 30 “Batalla de Cúcuta”
8. Batallón de Ingenieros n.º 30 "Coronel José Alberto Salazar Arana"

### Fuerza de Tarea Vulcano
Ubicada en Catatumbo.

Escudo Quinta Brigada.
Escudo Trigésima Brigada

## Comandantes
| Grado             | Comandante                        | Periodo     |
| ----------------- | --------------------------------- | ----------- |
| Mayor general     | Diego Alfonso González Ossa       | 1983 - 1984 |
| Mayor general     | Ernesto López Ramírez             | 1984 - 1986 |
| Mayor general     | Fernando Gómez Barros             | 1986 - 1987 |
| Mayor general     | Alberto González Herrera          | 1987 - 1988 |
| Mayor general     | Farouk Yanine Díaz                | 1988 - 1989 |
| Mayor general     | Rafael Padilla Vergara            | 1989        |
| Mayor general     | Hernán José Guzmán Rodríguez      | 1989 - 1990 |
| Mayor general     | Manuel Sanmiguel Buenaventura     | 1990 - 1991 |
| Mayor general     | Harold Bedoya Pizarro             | 1991 - 1993 |
| Mayor general     | Manuel José Bonett                | 1993 - 1996 |
| Mayor general     | Ricardo Emilio Cifuentes Ordóñez  | 1996        |
| Mayor general     | Rafael Hernández López            | 1996 - 1998 |
| Mayor general     | Mario Fernando Roa Cuervo         | 1998        |
| Brigadier general | Diego Alfonso González Ossa       | 1998 - 1999 |
| Mayor general     | Leonel Gómez Estrada              | 1999        |
| Mayor general     | Eduardo Santos Quiñónez           | 1999 - 2001 |
| Mayor general     | Martín Orlando Carreño            | 2001 - 2003 |
| Mayor general     | Eduardo Morales Beltrán           | 2003        |
| Mayor general     | Luis Favio García Chávez          | 2003 - 2004 |
| Mayor general     | Carlos Ovidio Saavedra Sáenz      | 2004 - 2007 |
| Brigadier general | José Joaquín Cortés Franco        | 2007 - 2008 |
| Mayor general     | Ricardo Antonio Vargas Briceño    | 2008-2010   |
| Mayor general     | Pedro León Claver Soto Suárez     | 2010-2012   |
| Brigadier general | Jorge Humberto Jerez Cuellar      | 2014-2015   |
| Brigadier general | Luis Felipe Montoya Sánchez       | 2015-2016   |
| Brigadier general | Jaime Agustín Carvajal Villamizar | 2016-2018   |
| Brigadier general | MAURICIO MORENO RODRÍGUEZ         | 2018-2020   |
| Mayor general     | Marcos Evangelista Pinto Lizarazo | 2020        |